# Suoloijaure
Suoloijaure är en sjö i Jokkmokks kommun i Lappland och ingår i Luleälvens huvudavrinningsområde. Sjön har en area på 0,256 kvadratkilometer och ligger 510 meter över havet. Suoloijaure ligger i Udtja Natura 2000-område.
Namnet är samiskt och kan på svenska översättas med Holmsjön.

## Delavrinningsområde
Suoloijaure ingår i det delavrinningsområde (738813-165038) som SMHI kallar för Mynnar i Pärlälven. Medelhöjden är 447 meter över havet och ytan är 63,22 kvadratkilometer. Räknas de 14 avrinningsområdena uppströms in blir den ackumulerade arean 397,15 kvadratkilometer. Naustajåkkå (Tjavelekjåkkå) som avvattnar avrinningsområdet har biflödesordning 4, vilket innebär att vattnet flödar genom totalt 4 vattendrag innan det når havet efter 228 kilometer. Avrinningsområdet består mestadels av skog (55 procent) och sankmarker (44 procent). Avrinningsområdet har 0,25 kvadratkilometer vattenytor vilket ger det en sjöprocent på 0,4 procent.